# NXP LPC

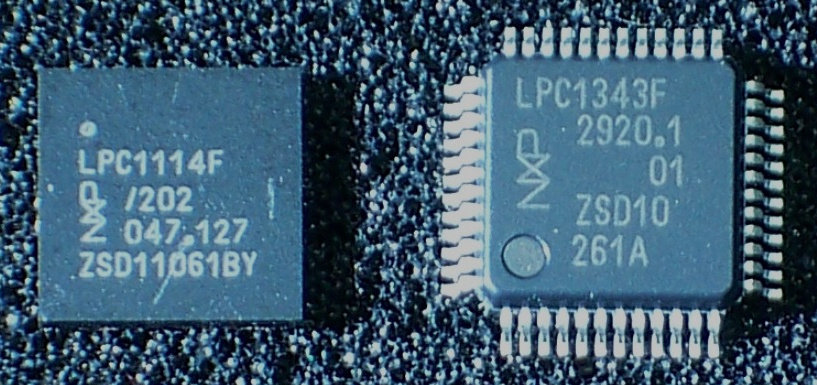
NXP LPC1114 en paquet HVQFN de 33 pins i LPC1343 en paquet LQFP de 48 pins.

LPC és una família de circuits integrats de microcontroladors de 32 bits de NXP Semiconductors (anteriorment Philips Semiconductors). Els xips LPC s'agrupen en sèries relacionades que es basen al voltant del mateix nucli de processador ARM de 32 bits, com ara el Cortex-M4F, Cortex-M3, Cortex-M0+ o Cortex-M0. Internament, cada microcontrolador consta del nucli del processador, memòria RAM estàtica, memòria flash, interfície de depuració i diversos perifèrics. La sèrie LPC més antiga es basava en el nucli Intel 80C51 de 8 bits. Al febrer de 2011, NXP havia enviat més de mil milions de xips basats en processadors ARM.

## Visió general
Totes les famílies LPC recents es basen en nuclis ARM, que NXP Semiconductors llicència d'ARM Holdings, després afegeix els seus propis perifèrics abans de convertir el disseny en una matriu de silici. NXP és l'únic venedor que envia un nucli ARM Cortex-M en un paquet en línia dual : LPC810 en DIP8 (0,3 polzades d'amplada) i LPC1114 en DIP28 (0,6 polzades d'amplada). Les taules següents resumeixen les famílies de microcontroladors NXP LPC.
| NXP Series              | ARM CPU Core           |
| ----------------------- | ---------------------- |
| LPC4300                 | Cortex-M4F & Cortex-M0 |
| LPC54000 LPC4000        | Cortex-M4F             |
| LPC1800 LPC1700 LPC1300 | Cortex-M3              |
| LPC1200 LPC1100         | Cortex-M0              |
| LPC1100 LPC800          | Cortex-M0+             |

| NXP Series      | ARM CPU Core |
| --------------- | ------------ |
| LPC3200 LPC3100 | ARM926EJ-S   |
| LPC2900         | ARM968E-S    |

| NXP Series                      | ARM CPU Core |
| ------------------------------- | ------------ |
| LPC2400 LPC2300 LPC2200 LPC2100 | ARM7TDMI-S   |

| NXP Series    | CPU Core |
| ------------- | -------- |
| LPC900 LPC700 | 80C51    |